# Andrew Tennant
Andrew Tennant (ur. 9 marca 1987 w Wolverhampton) – brytyjski kolarz torowy i szosowy, wielokrotny medalista mistrzostw świata i dwukrotny mistrz Europy w kolarstwie torowym.

## Kariera
Pierwszy sukces w karierze Andrew Tennant osiągnął w 2003 roku, kiedy został mistrzem świata juniorów w indywidualnym wyścigu na dochodzenie, a na mistrzostwach Europy w tej samej kategorii wiekowej zwyciężył w drużynowym wyścigu na dochodzenie. W 2010 roku zdobył swój pierwszy medal w kategorii elite, zajmując wspólnie ze Stevenem Burke, Edwardem Clancy'm i Benem Swiftem drugie miejsce w drużynowym wyścigu na dochodzenie. W tym samym roku na mistrzostwach Europy w Pruszkowie zdobył w tej konkurencji złoty medal, sukces ten powtarzając także na mistrzostwach Europy w Apeldoorn w 2011 roku. Podczas mistrzostw świata w Apeldoorn w 2011 roku brytyjska drużyna w składzie: Tennant, Burke, Clancy i Peter Kennaugh wywalczyła trzecie miejsce w tej konkurencji. W nieco zmienionym składzie: Tennant, Burke, Clancy, Kennaugh i Geraint Thomas reprezentanci Wielkiej Brytanii zwyciężyli w tej konkurencji na mistrzostwach świata w Melbourne w 2012 roku. Tennant nie brał udziału w finale konkurencji, ale z racji startów w eliminacjach również otrzymał złoty medal. Podczas mistrzostw świata w Mińsku w 2013 roku reprezentacja Wielkiej Brytanii w składzie: Steven Burke, Edward Clancy, Samuel Harrison i Andrew Tennant zdobyła kolejny srebrny medal. Andrew stał ponadto na podium kilku krajowych wyścigów szosowych.